# Salvelinus umbla
Salvelinus umbla és una espècie de peix de la família dels salmònids i de l'ordre dels salmoniformes.

## Alimentació
Menja crustacis, insectes i organismes bentònics, tot i que n'hi ha exemplars que són piscívors i presenten una morfologia diferent.

## Hàbitat
Viu en zones d'aigües dolces temperades (48°N-45°N, 5°E- 11°).

## Distribució geogràfica
Es troba a Europa: Àustria, Alemanya, Suïssa, Itàlia i Suècia.